# Gustavus Cheyney Doane
Pour les articles homonymes, voir Cheyney et Doane.
Gustavus Cheyney Doane (20 mai 1840 à Galesburg - 5 mai 1892 a Bozeman) était un militaire de carrière de l'US Army, connu pour sa participation à l'expédition Washburn à Yellowstone en 1870, puis plus tard à l'expédition Howgate au Groenland en 1880.

## Carrière militaire
Doane grandit en Californie, où il fut diplômé de l'université du Pacifique de Santa Clara en 1861. Il s'engagea pendant la guerre de Sécession dans les California Hundred, une unité de volontaires qui fut ensuite absorbée par le 2nd Regiment of Cavalry, Massachusetts Volunteers. En 1864, il devient lieutenant au 1st regiment, Mississippi Marine Brigade.
Après guerre, il vit à Yazoo City dans le Mississippi où il est nommé maire par les autorités de Reconstruction en 1867.
En 1868, il s'engage dans l'armée comme second lieutenant au 2d U.S. Cavalry où il servira pendant 24 ans, obtenant le grade de capitaine en 1884. Il participa aux guerres indiennes de 1876 à 1886. En 1870, il commande l'escorte militaire de l'expédition Washburn-Langford-Doane qui explore ce qui deviendra plus tard le parc national de Yellowstone. Il participe ensuite à d'autres expéditions, comme celle de la région du Judith Basin en 1874, de la Snake, entre 1876 et 1877, puis l'expédition polaire de Howgate au Groenland en 1880.
Il épousa Amelia Link en 1866 et Mary Lee Hunter en 1878, mais il n'eut pas de descendant. Gustavus Doane est mort le 5 mai 1892 à Bozeman dans le Montana.